# 高瀬正仁
高瀬 正仁（たかせ まさひと、1951年1月23日 - ）は、日本の数学者・数学史家。専門は、多変数関数論・数学史。学位は、理学博士（九州大学・論文博士・1993年）（学位論文「虚数乗法論と多変数解析関数論の史的研究」）。九州大学基幹教育研究院教授、大正大学非常勤講師。

## 略歴
群馬県勢多郡東村（現・みどり市）生まれ。東京大学教養学部基礎科学科卒業。九州大学大学院理学研究科数学専攻博士前期課程修了、同博士後期課程中退。1993年「虚数乗法論と多変数解析関数論の史的研究」で理学博士の学位を取得。九州大学助手、講師、九州大学大学院数理学研究院准教授、九州大学基幹教育院教授。歌誌『風日』同人。

## 著書

### 単著
- 『ガウスの遺産と継承者たち ドイツ数学史の構想』海鳴社〈Monad books〉、1990年。ISBN 4-87525-057-6。
  - 『ガウスの数論 わたしのガウス』筑摩書房〈ちくま学芸文庫 Math & Science〉、2011年。ISBN 978-4-480-09366-0。
- 『dxとdyの解析学 オイラーに学ぶ』日本評論社、2000年。ISBN 4-535-78303-9。
  - 『無限解析のはじまり わたしのオイラー』筑摩書房〈ちくま学芸文庫 Math & Science〉、2009年。ISBN 978-4-480-09225-0。
- 『評伝岡潔 星の章』海鳴社、2003年。ISBN 4-87525-214-5。
  - 『評伝岡潔　星の章』筑摩書房〈ちくま学芸文庫 Math & Science〉、2021年11月。ISBN 4480510885
- 『評伝岡潔 花の章』海鳴社、2004年。ISBN 4-87525-218-8。
  - 『評伝岡潔　花の章』筑摩書房〈ちくま学芸文庫 Math & Science〉、2022年1月
- 『岡潔 数学の詩人』岩波書店〈岩波新書〉、2008年。ISBN 978-4-00-431154-6。
- 『高木貞治 近代日本数学の父』岩波書店〈岩波新書〉、2010年。ISBN 978-4-00-431285-7。
- 『岡潔とその時代』 I 正法眼蔵、みみずく舎(発行) 医学評論社(発売)〈評伝岡潔 虹の章〉、2013年。ISBN 978-4-86399-194-1。
- 『岡潔とその時代』 II 龍神温泉の旅、みみずく舎(発行) 医学評論社(発売)〈評伝岡潔 虹の章〉、2013年。ISBN 978-4-86399-195-8。
- 『古典的難問に学ぶ微分積分』共立出版、2013年。ISBN 978-4-320-11041-0。
- 『近代数学史の成立』 解析篇 (オイラーから岡潔まで)、東京図書、2014年。ISBN 978-4-489-02185-5。
- 『アーベル』 前編 (不可能の証明へ)、現代数学社〈双書・大数学者の数学 11〉、2014年。ISBN 978-4-7687-0432-5。
- 『紀見峠を越えて 岡潔の時代の数学の回想』萬書房、2014年。ISBN 978-4-907961-01-5。 - 日本図書館協会選定図書。
- 『高木貞治とその時代 西欧近代の数学と日本』東京大学出版会、2014年。ISBN 978-4-13-061310-1。
- 『微分積分学の史的展開 ライプニッツから高木貞治まで』講談社、2015年。ISBN 978-4-06-156541-8。
- 『dxとdyの解析学 オイラーに学ぶ』（増補版）日本評論社、2015年。ISBN 978-4-535-78776-6。
- 『人物で語る数学入門』岩波書店〈岩波新書〉、2015年。ISBN 978-4-00-431548-3。

### 翻訳
- カール・フリードリッヒ・ガウス『ガウス整数論』朝倉書店〈数学史叢書〉、1995年6月。ISBN 4-254-11457-5。
- ニールス・アーベル、エヴァリスト・ガロア『楕円関数論』朝倉書店〈数学史叢書〉、1998年4月。ISBN 4-254-11459-1。
- レオンハルト・オイラー『オイラーの無限解析』海鳴社、2001年6月。ISBN 4-87525-202-1。
- ベルンハルト・リーマン『リーマン論文集』足立恒雄・杉浦光夫・長岡亮介編、朝倉書店〈数学史叢書〉、2004年2月。ISBN 4-254-11460-5。
- レオンハルト・オイラー『オイラーの解析幾何』海鳴社、2005年11月。ISBN 4-87525-227-7。
- アドリアン＝マリ・ルジャンドル『数の理論』海鳴社、2007年12月。ISBN 978-4-87525-245-0。
- オーギュスタン＝ルイ・コーシー『コーシー解析教程』西村重人 訳、高瀬正仁 監訳、みみずく舎〈数学くらしくす〉、2011年4月。ISBN 978-4-86399-082-1。
- カール・グスタフ・ヤコブ・ヤコビ『ヤコビ楕円関数原論』講談社、2012年4月。ISBN 978-4-06-156504-3。
- カール・フリードリッヒ・ガウス『ガウス 数論論文集』筑摩書房〈ちくま学芸文庫 カ-33-1〉、2012年7月10日。ISBN 978-4-480-09474-2。
- ガウス『ガウスの《数学日記》』高瀬正仁 訳・解説、日本評論社、2013年8月。ISBN 978-4-535-78584-7。

## 関連文献
- 高瀬正仁「2009年度日本数学会出版賞受賞者のことば」（PDF）『数学通信』第14巻第3号、日本数学会、2009年、38頁。